# Pubrock
Pubrock is een rockmuziekgenre dat in het begin tot het midden van de jaren 1970 in het Verenigd Koninkrijk werd ontwikkeld. Pubrock was een reactie tegen de duur opgenomen en geproduceerde progressieve rock- en flitsende glamrock-opnamen van die tijd. Hoewel van korte duur, was pubrock liverock die werd gespeeld in kleine traditionele locaties zoals pubs en clubs. Omdat grote labels geen interesse toonden in pubrockbands, zochten pubrockers onafhankelijke platenlabels zoals Stiff Records. Indie-labels gebruikten relatief goedkope opnameprocessen, dus ze hadden een veel lager break-even punt voor een plaat dan een groot label.
Met de nadruk van pubrock op kleine zalen, eenvoudige, redelijk goedkope opnamen en indie-platenlabels, was het de katalysator voor de ontwikkeling van het Britse punkrockcircuit. Ondanks deze gedeelde elementen was er echter een verschil tussen de genres: terwijl pubrock terugging naar vroege rock-'n-roll en r&b, was punk iconoclastisch en probeerde het te breken met de muzikale tradities uit het verleden.

## Geschiedenis
Pubrock was opzettelijk smerig, vies en zonder glamour. De kledingstijl was gebaseerd op denim en geruite overhemden, aftandse spijkerbroeken en hangend haar. Pubrockbands minachtten elke vorm van flitsende presentatie. Circuitleiders zoals Dr. Feelgood, Kilburn & the High Roads en Ducks Deluxe speelden eenvoudige 'back to mono' rhythm-and-blues in de traditie van blanke Britse bands als The Rolling Stones en The Yardbirds, met overstuurde gitaren en zeurderige zang. Mindere acts speelden funky soul (Kokomo, Clancy, Cado Belle) of countryrock (The Kursaal Flyers, Chilli Willi & the Red Hot Peppers). Terwijl pubrockers geen dure shows hadden, lieten ze zich inspireren door vroege r&b en verhoogden ze de dynamiek en intensiteit van hun liveshows. Pubrock liet een verscheidenheid aan zangers en muzikanten toe om op te treden, zelfs als ze zich niet aan een duidelijk gedefinieerd muzikaal genre hielden. Grote labels scoutten pubrockacts, in de veronderstelling dat ze de volgende Beatles misschien in een plaatselijke pub zouden vinden. A&R-vertegenwoordigers besloten echter dat pubrock geen potentieel had voor massale markthits. Zonder interesse van grote labels brachten pubrockers hun platen uit via kleine onafhankelijke platenlabels zoals Stiff Records en Chiswick Records.
In 1975 was de standaard voor mainstream rockalbum-opnamen dure, langdurige studio-opnameprocessen onder toezicht van goedbetaalde platenproducenten, met als doel het creëren van zeer gepolijste eindproducten, met overdubs, double-tracking en studio-effecten. Sommige mainstream bands brachten maanden door in de studio om hun opname te perfectioneren om een zorgvuldig vervaardigd en perfect product te krijgen. Pubrockers verwierpen dit soort kostbare, complexe opnameprocessen en in plaats daarvan was het doel gewoon om het live geluid en gevoel van de band in de studio vast te leggen. Het verschil tussen mainstream rock- en pubrock-opnamebenaderingen produceerde niet alleen verschillende geluiden (gepolijst versus rauw), het had ook een aanzienlijke impact op de economie van elk rockgenre. Met mainstream rock betekende het dure geluidsopnameproces dat het break-even punt voor het platenlabel ongeveer 20.000 platen was, met pubrock betekende het goedkopere opnameproces dat pubrocklabels zelfs rendabel waren met slechts 2.000 platen. Dit betekent dat pubrocklabels het zich konden veroorloven om platen uit te brengen met een tiende van de omzet van reguliere bands.
Het pubrockcircuit was vooral een live-fenomeen. Tijdens de piekjaren van 1972 tot 1975 was er slechts één enkele Top 20-single (How Long van Ace). Alle bands samen verkochten minder dan naar schatting 150.000 albums. Veel acts leden onder de overgang van pub- naar studio-opnamen en konden hun live-geluid niet meer terugkrijgen. Het voornaamste kenmerk van het genre is, zoals de naam al doet vermoeden, de kroeg. Door te pleiten voor kleinere zalen, gaven de bands een nieuwe impuls aan het lokale clubcircuit die sinds de jaren 1960 was geslonken, toen bands zichzelf aanprezen in grote theaters en stadions. Nieuwe aspirant-bands konden nu locaties vinden om te spelen zonder dat ze een platenmaatschappij achter zich hoefden te hebben.
Pubrock was over het algemeen beperkt tot Groot-Londen met wat overloop naar Essex, hoewel het centrale circuit in Schotland ook lokale bands produceerde zoals The Cheetahs en The Plastic Flies. Pubrockers geloofden dat mainstreamsterren die in arena's speelden, het contact met hun publiek hadden verloren. In plaats daarvan gaven pubrockbands de voorkeur aan intieme locaties, die essentieel waren om betekenisvolle muziek te creëren en contact te maken met het publiek. Pubrock's benadering van kleine locaties verhoogde het belang van goede songwriting en goed geschreven teksten, in tegenstelling tot mainstream pop die beide elementen had gemarginaliseerd. Het Britse pubrockcircuit stopte in 1976. De platenindustrie was al op zoek naar vroege punk en dacht dat dit de volgende 'big thing' zou kunnen zijn. In 1976 brachten sommige pubrocklabels zowel de hardere pubrockacts uit als vroege punkbands zoals The Damned.
De Amerikaanse countryrockband Eggs over Easy was de voorloper van de beweging toen ze in mei 1971 het alleen-jazz-beleid van de pub Tally Ho in Kentish Town doorbraken. Ze waren indrukwekkend genoeg om lokale muzikanten zoals Nick Lowe te inspireren. Ze kregen al snel gezelschap van een handvol Londense acts zoals Bees Make Honey, Max Merritt & the Meteors, die oorspronkelijk uit Australië kwamen en naar Londen waren verhuisd, Ducks Deluxe, The Amber Squad en Brinsley Schwarz.
De meeste locaties waren in grote Victoriaanse pubs ten noorden van Regents Park, waar voldoende geschikte etablissementen waren. Een van de meest opvallende locaties was de Hope and Anchor pub in Islington's Upper Street, nog steeds een locatie.
Na de Tally Ho en de Hope and Anchor kwamen de Cock, de Brecknock, de Lord Nelson, de Greyhound in Fulham, de Red Lion, het Rochester Castle, de Nashville in West Kensington, de Pegasus Pub op Green Lanes, The Torrington in North Finchley, Dingwalls en het Dublin Castle in Camden Town, de Pied Bull in Angel, Bull and Gate in Kentish Town, de Kensington bij Olympia, de Newlands Tavern in Nunhead, de Cricketers in Kennington Oval, Half Moon in Putney en Half Moon in Herne Hill (buitenposten in Zuid-Londen) en The Sir George Robey in Finsbury Park. Buiten Londen waren de locaties het Dagenham Roundhouse, de Grand in Leigh on Sea en de Admiral Jellicoe op Canvey Island. Dit netwerk van podia vormde later een kant-en-klaar lanceerplatform voor het punkcircuit.
In 1974 was pubrock het populairste circuit in Londen. Op dat moment leek het erop dat bijna elke grote pub in Londen livemuziek aanbood, samen met warme snacks en af en toe een stripper. De boegbeelden waren de in Essex gevestigde r&b-band Dr. Feelgood. In de herfst van 1975 werden ze vergezeld door acts als The Stranglers, Roogalator, Eddie & the Hot Rods, Kilburn and the High Roads en Joe Strummer's 101ers.
Pubrock werd snel ingehaald door de Britse punkexplosie na het voortbrengen van wat nu wordt gezien als verschillende protopunkbands. Sommige artiesten waren in staat om de overstap te maken naar nieuwe outfits, met name Joe Strummer, Ian Dury en Elvis Costello. Een paar getrouwen waren later in staat om Top 40-hitsuccessen te realiseren, maar het moment was voorbij. Veel van de eigenlijke pubs zelf overleefden als punklocaties (vooral de Nashville en The Hope & Anchor), maar een reeks opmerkelijke pubs zoals de George Robey en de Pied Bull zijn sindsdien gesloten of gesloopt. De Newlands Tavern heeft het overleefd en heet nu The Ivy House.

## Nalatenschap
Volgens Nostalgia Central is pubrock misschien vermoord door punk, maar zonder dat was er in Groot-Brittannië misschien helemaal geen punk geweest. De grenzen waren oorspronkelijk vervaagd: op een gegeven moment werden de Hot Rods en de Sex Pistols beide beschouwd als rivaliserende koningen van streetrock. De Pistols speelden voor The Blockheads en de 101ers in Nashville. Hun grote doorbraak was het ondersteunen van Eddie & the Hot Rods bij de Marquee Club in februari 1976. Dr. Feelgood speelde met The Ramones in New York. Het woord 'punk' debuteerde in Top of the Pops op een door een Hot Rod gedragen T-shirt. Punk fanzine Sniffin' Glue beoordeeld Feelgood album Stupidity als de manier waarop rock zou moeten zijn.
Afgezien van het kant-en-klare livecircuit, erfde punk ook de energie van pubrockgitaarhelden als Wilko Johnson van Dr. Feelgood.
Punkers als Sex Pistols-zanger John Lydon verwierpen de pubrockbands uiteindelijk als alles wat er mis was met livemuziek, omdat ze er niet in waren geslaagd het stadioncircuit te bestrijden en, zoals hij het zag, zich liever beperkten tot een exclusieve pubkliek. De back-to-basics-benadering van pubrock omvatte blijkbaar akkoordstructuren die nog te ingewikkeld waren voor punkgitaristen zoals Steve Jones van de Sex Pistols. Tegen de tijd dat het jaar nul van de punk (1976) voorbij was, wilden punkers niets meer te maken hebben met pubrockers. Bands als The Stranglers werden gemeden, maar dat kon hen niets schelen.
Het was het onafhankelijke platenlabel Stiff Records, gevormd uit een lening van £ 400 van Lee Brilleaux van Dr. Feelgood, die de eerste Britse punksingle New Rose van The Damned uitbracht. De vroege klantenkring van Stiff Records bestond uit een mix van pubrockers en punkrockacts waar ze bekend om werden.